# Skunk Works
Skunk Works (Skunk - Dihur) tudi Advanced Development Programs (ADP), je Lockheed Martinov oddelek, ki se ukvarja z razvojem naprednih tehnologij. Skunk Works je znan po letalih kot so U-2, Lockheed SR-71 Blackbird, Lockheed F-117 Nighthawk, Lockheed Martin F-22 Raptor in v zadnjem času Lockheed Martin F-35 Lightning II. 
Ime "Skunk Works" je po tovarni žganja v komičnem stripu Li'l Abner, drugače se v poslovnem svetu uporablja termin "skunkworks" za skrivnostne ali napredne projekte.

## Projekti

### Letala
- Lockheed P-38 Lightning
- Lockheed P-80 Shooting Star
- Lockheed XF-90
- Lockheed F-104 Starfighter
- Lockheed U-2
- Lockheed X-26 Frigate
- Lockheed YO-3
- Lockheed A-12
- Lockheed SR-71 Blackbird
- Lockheed D-21
- Lockheed XST (Have Blue)
- Lockheed F-117 Nighthawk
- Lockheed Martin F-22 Raptor
- Lockheed Martin X-35 in Lockheed Martin F-35 Lightning II
- Lockheed X-27
- Lockheed Martin Polecat
- Quiet Supersonic Transport
- Lockheed Martin Cormorant
- Lockheed Martin Desert Hawk
- Lockheed Martin RQ-170 Sentinel
- Lockheed Martin X-55
- Lockheed Martin SR-72

### Drugo
- High beta fusion reactor
- Sea Shadow